# Agnes Keyser
Agnes Keyser (1852-1941) foi a filha abastada de um accionista, uma humanitária, cortesã e amante de longa data do rei Eduardo VII do Reino Unido.

## Biografia
De todas as amantes do rei Eduardo VII, talvez com a excepção da socialite Jennie Jerome, Agnes era a mais aceite pelos círculos reais, incluindo mesmo pela esposa do rei, a princesa Alexandra da Dinamarca. Ficou com Eduardo até à morte dele em 1910.
Agnes, tal como o escritor Raymond Lamont-Brown refere no seu livro Edward VII's Last Loves: Alice Keppel and Agnes Keyser, tinha uma ligação emocional com Eduardo que as outras não tinham, provavelmente devido ao facto de não ser casada e de preferir um caso mais discreto do que público.